# Еспай (Пенсільванія)
Еспай (англ. Espy) — переписна місцевість (CDP) в США, в окрузі Колумбія штату Пенсільванія. Населення — 1620 осіб (2020).

## Географія
Еспай розташований за координатами 41°0′18″ пн. ш. 76°25′2″ зх. д. / 41.00500° пн. ш. 76.41722° зх. д. (41.005039, -76.417222).  За даними Бюро перепису населення США в 2010 році переписна місцевість мала площу 2,90 км², з яких 2,37 км² — суходіл та 0,52 км² — водойми.

## Демографія
Згідно з переписом 2010 року, у переписній місцевості мешкали 1642 особи в 764 домогосподарствах у складі 441 родини. Густота населення становила 567 осіб/км².  Було 804 помешкання (278/км²).
Расовий склад населення:
| - 96,5 % — білих - 1,2 % — чорних або афроамериканців - 1,0 % — азіатів |

До двох чи більше рас належало 0,7 %. Частка іспаномовних становила 1,8 % від усіх жителів.
За віковим діапазоном населення розподілялося таким чином: 19,3 % — особи молодші 18 років, 60,9 % — особи у віці 18—64 років, 19,8 % — особи у віці 65 років та старші. Медіана віку мешканця становила 43,5 року. На 100 осіб жіночої статі у переписній місцевості припадало 90,5 чоловіків;  на 100 жінок у віці від 18 років та старших — 86,6 чоловіків також старших 18 років.
Середній дохід на одне домашнє господарство  становив 62 447 доларів США (медіана — 52 853), а середній дохід на одну сім'ю — 79 220 доларів (медіана — 72 500). За межею бідності перебувало 7,9 % осіб, у тому числі 6,9 % дітей у віці до 18 років та 9,0 % осіб у віці 65 років та старших.
Цивільне працевлаштоване населення становило 864 особи. Основні галузі зайнятості: освіта, охорона здоров'я та соціальна допомога — 28,1 %, виробництво — 18,6 %, роздрібна торгівля — 12,5 %, науковці, спеціалісти, менеджери — 9,0 %.